# 宝兴掌叶报春
宝兴掌叶报春（学名：Primula heucherifolia）为报春花科报春花属下的一个种。产于四川（宝兴、天全、庐定、峨眉等地）。生于山坡草地阴湿处和岩石上，有时亦生于林下，海拔2300-2700米。模式标本采自宝兴。

## 扩展阅读
維基物種上的相關：宝兴掌叶报春